# Antoine Paccard
Antoine Paccard, le 22 novembre 1770 à Quintal (duché de Savoie) et mort le 6 juin 1830 à Lyon, est le fondateur de la fonderie de cloches Paccard. 

## Biographie
Né à Quintal (Haute-Savoie), il exerce le métier de laboureur.
Le 30 avril 1789, il épouse Françoise Gruffy en l'église de Quintal, native du même village, dont il aura huit enfants. 
Le 18 janvier 1795, il est élu maire de sa commune. 
Au printemps de l'année 1796, devant doter le clocher de l'église d'une cloche qui avait été détruite lors de la Terreur, il fait appel à un maître fondeur itinérant, Jean Baptiste Pitton, originaire de Carouge. Proposant son aide au fondeur de cloche, il apprend le métier en observant le professionnel. Il décide alors de se lancer dans cette industrie. Il fabrique son premier four à Quintal et l'exploitera avec ses enfants, puis ses descendants prendront la relève, l'atelier sera utilisé par les frères Beauquis, beaux-frères de Jean Pierre Paccard (fils d'Antoine). 
Il partira vers 1816 sur Lyon afin d'apporter son art à la famille Frerejean.
Il décède à Lyon le 6 juin 1830.

## Sources et références
1. 1 2 3 4  Jean-Marie Mayeur, Christian Sorrel et Yves-Marie Hilaire, La Savoie, t. 8, Paris, Éditions Beauchesne, coll. Dictionnaire du monde religieux dans la France contemporaine, 1996, 2003, 441 p. (ISBN 978-2-7010-1330-5), p. 315-316.
2. ↑  Françoise Dantzer, Les Bauges : Terre d'art sacré, La Fontaine de Siloé, 2005, 251 p. (ISBN 978-2-84206-272-9), p. 53.